# ایوان گوندولیچ
ایوان (دژیو فرانوف) گوندولیچ (به کرواتی: Ivan (Dživo) Franov Gundulić) همچنین (ایتالیایی: جووانی فرانچسکو گوندولا) (زادهٔ ۹ ژانویه ۱۵۸۹ - درگذشتهٔ ۸ دسامبر ۱۶۳۸) مشهورترین شاعر باروک کروات از جمهوری راگوسا (دوبرونیک کنونی) است.
آثار او شامل مشخصه‌های مرکزی کاتولیک رومی ضد اصلاحاتی است: یعنی شور مذهبی، تأکید بر «گذرا بودن جهان» و شدت و حدت در مخالفت با «کفار».
از آثار معروف او می‌توان به شعر حماسی عثمان، نمایش‌نامه دوبراوکا و شعر مذهبی اشک‌های فرزند ولخرج اشاره کرد.
آثار گوندولیچ از اصلی‌ترین نمونه‌های غنای فرمی باروک هستند.